# Дендрарий Бартлетта
Дендра́рий Ба́ртлетта (англ. Bartlett Arboretum) — частный дендрарий, расположенный на территории города Белл-Плейн в штате Канзас.

## История
Дендрарий был основан в 1910 году, когда натуралист и врач Уолтер Бартлетт приобрёл около 15 акров близ ручья Евфрат, притока реки Ниннеска. На ручье была построена плотина, в образовавшееся озеро были завезены рыбы, поселились водоплавающие птицы (утки, гуси и пеликаны), на территории были посажены первые деревья. Также Бартлетт создал на территории спортивную площадку с бейсбольным полем. С 1926 по 1942 в саду ежегодно проводились выставки тюльпанов. В 1930-х годах Министерство сельского хозяйства США регулярно присылало Бартлетту растения для тестирования возможности выращивания их на данной географической широте.
В 1937 году Уолтер Бартлетт скончался, сад достался его сыну Гленну, профессиональному ландшафтному архитектору и садоводу. Гленн Бартлетт во время Первой мировой войны служил во Франции, по аэрофотоснимкам изучал ландшафты и сады. Затем он учился в Тулузском университете, после чего, по возвращении в США, вместе с женой Маргарет Мейерс продолжил расширение сада. Гленн Бартлетт умер в 1976 году, Мэри — в 1990-м, после чего сад был закрыт для посещения.
В 1997 году арборетум приобрела Робин Линн Мэйси, одна из основательниц музыкальной группы в стиле кантри Dixie Chicks. В 2010 году по заявке Мэйси Дендрарий Бартлетта был включён в Национальный реестр исторических мест США. Код в реестре — 10000180.

## Описание ботанического сада
Дендрарий занимает территорию 6,2 га, расположен на пересечении дороги штата Канзас K-55 и улицы Line Street в городе Белл-Плейн в 20 милях к югу от Уичито.
Свободный доступ в сад закрыт, посещение возможно только по предварительной записи. В дендрарии регулярно проводятся концерты на открытом воздухе.